# Lễ Xây chầu

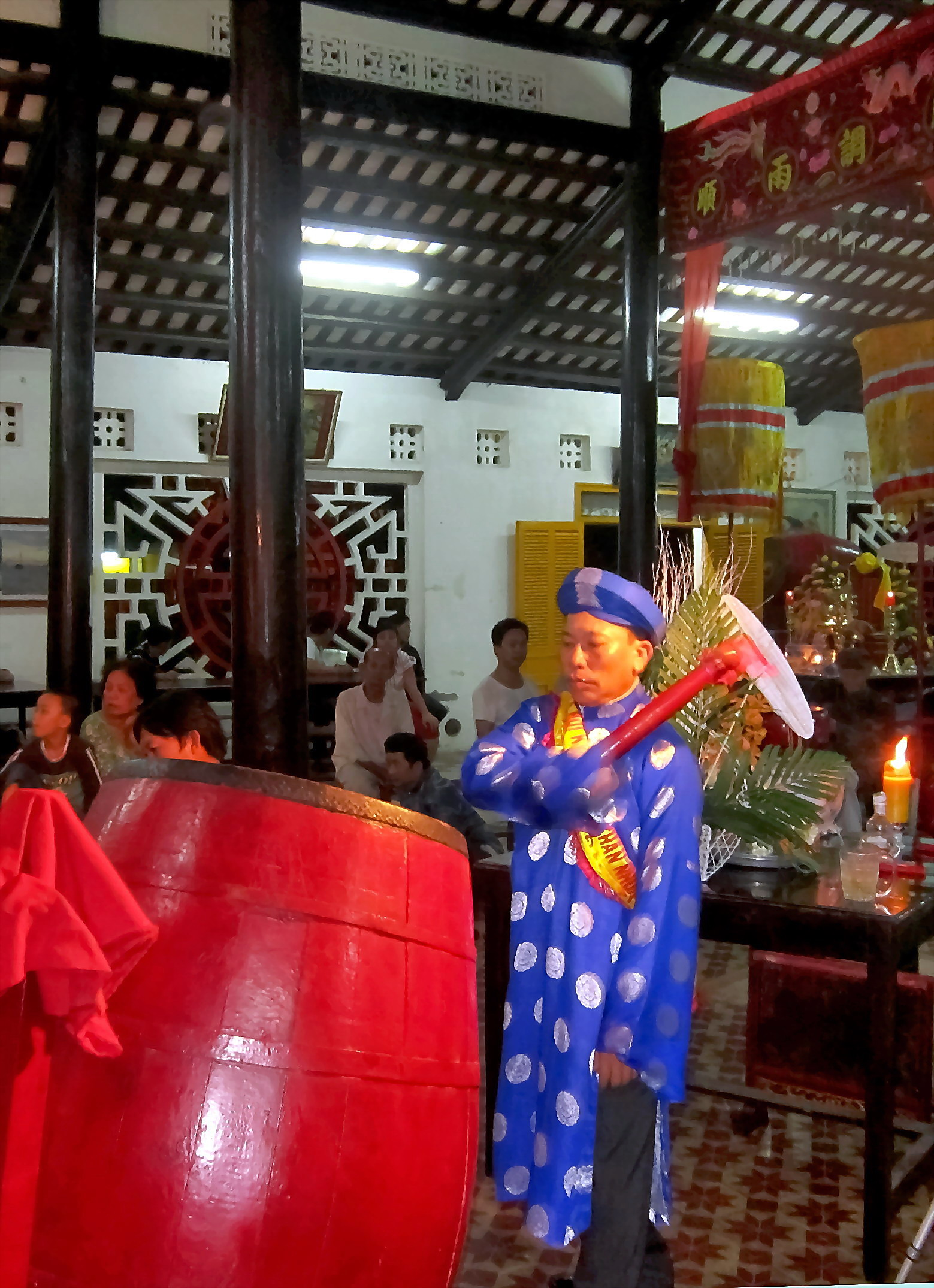
Khai trống chầu trong lễ Xây chầu tại đình Mỹ Phước (Long Xuyên), bắt đầu lúc 3 giờ sáng ngày 8 tháng 6 năm 2014

Lễ Xây chầu là một lễ trong lễ Kỳ yên ở đình làng Nam Bộ, Việt Nam.
Lễ này, theo nhà văn Sơn Nam, là để nhắc nhở cội nguồn, đề cao tư thế con người trong vũ trụ, cầu mong sự hài hòa giữa Thiên, Địa, Nhơn (Nhân): tròn đạo Trời, vuông đạo Đất, sáng đạo Người. Con người luôn gắn bó với mặt trời, Mặt Trăng, tinh tú, cây cỏ, núi sông, mưa, nắng, gió.

## Giới thiệu khái quát
Theo sách Văn hóa tâm linh Nam Bộ thì Xây chầu còn gọi là khai tràng (chầu hát, trường hát), khai thiên lập địa, khai thông thái cực. Lễ này vốn bắt nguồn từ lễ Đại Bội, diễn ra trong cung đình nhà Nguyễn. Sau, lễ truyền ra ngoài và trở thành nét đặc trưng của lễ hội ở đinh miếu Nam Bộ. Và người có công bày ra là Tả quân Lê Văn Duyệt, khi ông đang giữ chức Tổng trấn Gia Định thành. Người Hoa và người Việt ở vùng đồng bằng sông Hồng không có lễ này .
Bàn về ý nghĩa lễ này, nhà văn Sơn Nam viết:
Tế lễ (thần) rồi, lại nghĩ đến việc cầu an, nhắc nhở dân làng phận sự làm người, tôn kính Trời Đất để mong gió thuận, mưa hòa, nước mạnh, ổn định, dân mạnh khỏe, kinh tế phát triển, nghề nông phát đạt. Nông nghiệp phát đạt là yếu tố căn bản để cho nhà vua ngồi vững trên ngôi báu, dân không nhiễm tật xấu,...Muốn ổn định thời tiết, ổn định trật tự xã hội, theo quan niệm xưa, phải tuân theo sự vận hành của Trời Đất mà kim chỉ Nam là Kinh Dịch, với thuyết Âm Dương, Bát Quái (Càn, Khảm, Cấn, Chấn...), Ngũ hành (Kim, Mộc, Thủy, Hỏa, Thổ). Việc Xây Chầu nhắc nhở nguyên tắc ấy...

## Diễn tiến buổi lễ
Xây chầu có nghĩa là dùng tiếng trống chầu đánh rõ từng tiếng để đổi mới Đất Trời. Trống phải được sơn màu đỏ, mặt trống vẽ hình tròn Âm Dương. Người đánh trống được gọi là Cổ quan (cổ là trống, quan là quan chức) hay Chấp sự viên, là người có đạo đức, có sức khỏe, có gia đình hạnh phúc, để có thể thay mặt cho dân làng và thực hiện được xuyên suốt các thao tác đánh trống.
Đây là những phần lễ với những nghi thức khá phức tạp nhưng cũng khá bài bản.
Căn cứ các sách ghi ở phần tham khảo, không đi sâu vào chi tiết, thì diễn biến lễ Xây chầu ngày nay đại để như sau:

### Khai trống chầu
Nhà văn Sơn Nam kể:
Trống chầu đặt ở góc sân khấu (nơi lát nữa sẽ hát bội), chọn vị trí day về hướng Đại Lợi, tùy theo năm âm lịch (Tý, Sửu, Dần...). Mặt trống phủ vải đỏ, ngọn nến cháy sáng lung linh trên giá trống...Viên chấp sự nhìn về hướng Đại Lợi, cầm roi, bấm ấn Tý và nắm tay áo rộng bên mặt (cho khỏi lòng thòng). Dùng ngọn roi làm bút, vẽ tượng trưng chữ Hán: Thạnh (thịnh vượng). Lui ba bước, dùng ngón chân viết tượng trưng hai chữ Hán: Sát quỷ. Rồi cho roi chầu nhịp mạnh sau khi xướng to: Hà an xã tắc, kế đến Không trung khương thới rồi Lê thứ thái bình...Tiếp đó, người chấp sự đánh thêm ba hồi tổng cộng 100 roi nữa. Đánh trống với thần lực, tròn tiếng, trước đánh thưa, sau đánh nhặt và to hơn (gọi là kiểu tiền bần hậu phú)...
Theo Sổ tay hành hương đất Nam Bộ thì:
Trống chầu được đặt ở hướng Đông (Đại lợi), và thường thì Chánh tế đánh ba lần trống khởi đầu:
- Đánh lần thứ nhất gọi là nhất kích cổ: đánh nhẹ ở điểm (những điểm quy định trên mặt trống mang ý nghĩa tâm linh) số 1 ba tiếng trống đọc lời nguyện: Sơn hà xã tắc thiên hạ thái bình. Hoặc Quốc thới dân an.
- Đánh lần thứ hai gọi là nhị kích cổ: đánh nhẹ ở điểm số 2, đọc lời nguyện:

Phong hòa võ thuận
Bá tánh lạc nghiệp
- Đánh lần thứ ba gọi là gọi là tam kích cổ, đánh nhẹ ở điểm số 3 và đọc lời nguyện:Lê thứ thái bình.

Ba lần trống kế tiếp gọi là điểm cổ, đánh nhẹ cái hình Thái cực vẽ trên mặt trống.
- Nhất điểm cổ: đánh nhẹ ba tiếng, xướng Trừ Càn Khảm (trừ sự bại, sự hư).
- Nhị điểm cổ: đánh nhẹ ba tiếng, xướng: Lập Trung Cấn Chấn (cô lập sự khóc lóc, sự chết, quỷ ma).
- Tam điểm cổ: đánh nhẹ ba tiếng, xướng Tốn Ly Khôn Đoài (cầu lộc, phúc đức).

Sau đó là ba hồi trống đánh mạnh, trước ít sau nhiều, mang ý nghĩa tiền bần hậu phú. Theo cổ lệ, phần này phải đánh cả thảy ba hồi là 300 (80-100-120) roi chầu, sau giảm bớt chỉ còn 216 (36-72-108) và chỉ nay còn 120 (20-40-60) roi, vì phần nhiều người biết đánh trống chầu giờ đây đều đã già, không đủ sức.
- Hồi thứ nhất đánh 20 roi, khi dứt, đánh thêm hai dùi nhỏ tiếng hơn, như là dư âm. Hồi này, khi thực hiện, người đánh phải xướng thật to: Trừ hung thần ác sát, ngụ ý đuổi ma quái ra khỏi làng.
- Hồi thứ nhì đánh 40 roi, dứt rồi điểm hai dùi nhỏ tiếng, không xướng khẩu lệnh.
- Hồi thứ ba đánh 60 roi, dứt thì điểm hai tiếng nhỏ, rồi người chấp sự hô to: Khôn trung hội viên nam nữ đòng thọ phước (Ở mặt đất, nam nữ hội viên của đình đều được hưởng phước).

Các thành viên của Ban tế lễ và thân hào đồng "dạ" lớn. Vừa dứt, đánh ba hồi ba dùi, mỗi hồi...
Sau đó nhạc trỗi lên, quan viên cầm chầu và các đào kép bắt đầu sang phần Đại Bội.
Căn cứ lời kể của hai sách trên, cho thấy việc đánh trống Xây chầu của mỗi đình không hoàn toàn giống nhau.

### Đại bội

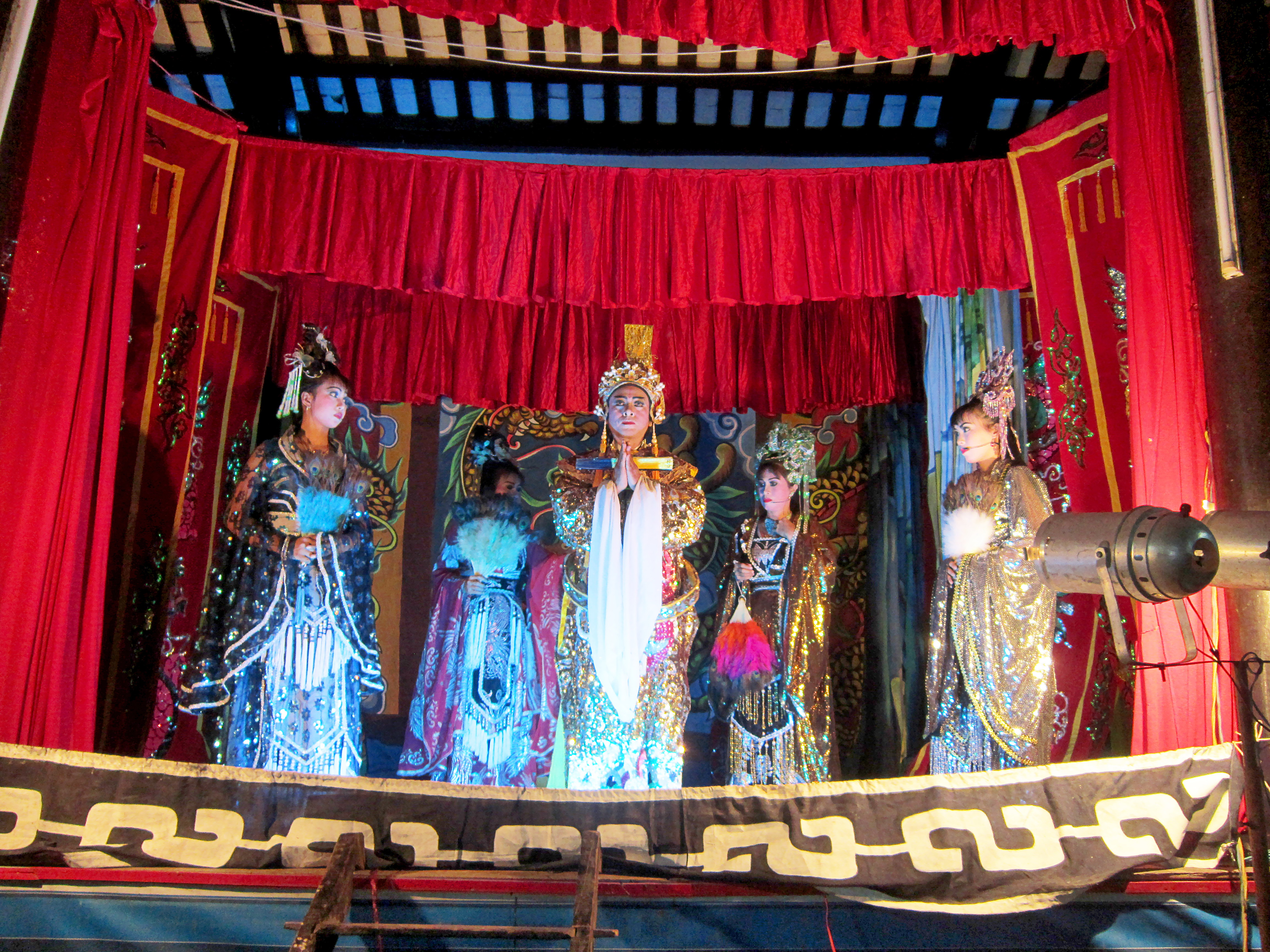
Tiết mục Đứng Cái trong lễ Khai tràng Đại bội tại đình Mỹ Phước, bắt đầu lúc 4 giờ sáng ngày 8 tháng 6 năm 2014

Kế tiếp là lễ Đại bội nhằm trình diễn một số hoạt cảnh, giải thích nguồn gốc của con người trên trần thế, nhằm đề cao Trời Đất. Con người may mắn được ở giữa Trời Đất, cùng với hoa trái, chịu ảnh hưởng của gió, mưa, sấm, sét, cầu mong gió thuận mưa hòa. Các hoạt cảnh này do các diễn viên chuyên nghiệp ở các đoàn hát bội thực hiện. Sơ lược một số cảnh diễn như sau:
- Khai thiên tịch địa:

Một kép nam đóng ông già râu dài, tượng trưng cho ông Bàn Cổ, tay cầm nắm nhang, làm động tác gọi là "Điềm hương", gợi ý nhờ phát minh ra lửa, nhờ âm dương mà có sự phân chia Trời Đất. Khí Âm và Dương tương giao tương khắc, sinh ra muôn loài. Màn này, diễn viên múa một mình, không có hát điệu riêng.
- Xang nhật nguyệt:

Xang là múa. Một diễn viên nam tay cầm cái chén có bịt vải đỏ tượng trưng cho Mặt trời (Nhật) bước ra sân khấu múa hát:
Thiên khai nhật ảnh chiếu huy hoàng,
Địa tịch hành phong võ lộ đoan.
Hỗn độn sơ khai chơn khí tượng,
Càn khôn giao thới thế gian quang.
Diễn viên nam hát xong thì diễn viên nữ tay cầm cái chén có bịt vải trắng, tượng trưng cho Mặt Trăng (Nguyệt) bước ra sân khấu múa hát:
Nguyệt phách tinh quang thông thế giới
Âm dương tương khắc thị bình bang
Nam Bắc tương phân chơn bách lý
Đông Tây phối hiệp tứ thập giang.
Cứ như thế sau ba lần hát, ba lần hai chén chạm nhau (gọi là sang mặt) để thể hiện âm dương giao hòa, sinh muôn vật.
- Tam tài:

Ba diễn viên đóng ba ông già Phước, Lộc, Thọ (tam tinh). Ba ông cùng múa bát xướng, nối hồi, hát khách:
Vững tựa Nam san phúc lộc thọ
Nhơn gian vĩnh phước tăng huê xứ
Thế thượng thùy nhơn chiều mãn đường.
- Tứ Thiên vương:

Tượng trưng cho tứ tượng: Thái dương, Thiếu dương, Thiếu âm, Thiếu âm. Màn này do bốn kép nam thủ vai võ tướng, mặt trắng, đầu đội kim khôi, chân đi hia, lưng mang cờ lệnh, lần lượt múa nhiều bộ linh động và cùng hát rằng: 
Đông phương giáp ất Mộc
Thiên vương Mã lê Thanh
Tây phương canh tân Kim
Thiên vương Mã lê Bạch
Nam phương bính đinh Hỏa
Thiên vương Mã lê Hồng
Bắc phương nhâm quý Thủy
Thiên vương Mã lê Thọ.
Nhà văn Sơn Nam cho biết lễ này bắt nguồn từ huyền thoại Ấn Độ, ảnh hưởng đạo Phật và Bà La Môn. Khi đức Phật chào đời, chín con rồng hiện ra phun nước để tắm cho Ngài. Và bốn vị thiên vương gồm Ma Lễ Hải (chữ Phạn gọi là Virupaksha) làm mưa, Ma Lê Thanh (Dhritarashtra) thổi ống sáo tạo ra gió, Ma Lễ Thọ (Vashramana) gìn giữ cho mưa điều hòa và Ma Lễ Hồng (Vairudhaka) gảy cây đàn Ấn Độ điều tiết cho gió thổi vừa phải, đúng lúc. Bốn vị này tượng trưng cho mưa, gió, sấm, sét, hòa hợp với nhau, tạo cho mưa thuận gió hòa. Họ múa đủ bốn cửa rồi trụ lại, dâng bốn tấm liễn ngắn ghi Thiên hạ thái bình, Phong điều vũ thuận, Quốc thái dân an...Ban tế lễ đứng gần sân khấu nhận bốn tấm liễn và thưởng cho các nghệ nhân một số tiền tượng trưng trong phong bì đỏ, rồi đem liễn để lên bàn thờ thần.
- Đứng Cái:

Gồm năm diễn viên tham gia. Một Cái tên là Mã Viên, là một diễn viên nam, mặt trắng, đội mão, tay cầm quạt, tương đối còn trẻ, chứng tỏ dồi dào sinh lực, phải trang nghiêm, không cười lả lơi đứng giữa, mặc áo vàng tượng trưng hành Thổ, có nghĩa là Đất (đất ruộng). Xuân, Hạ, Thu, Đông tuy quan trọng nhưng phục vụ cho Đất. Bốn mùa luân chuyển, nếu thiếu Đất thì làm sao sản xuất lúa gạo được.
Bốn cô đào thài đứng bốn bên, mặc xiêm y sang trọng tượng trưng cho:
-Mã Xuân mai: mùa xuân, mặc áo xanh, hành Mộc.
-Mã Hạ mai: mùa hạ, mặc áo đỏ, hành Hỏa.
-Mã Thu mai: mùa thu, mặc áo trắng, hành Kim.
-Mã Đông mai: mùa Đông, mặc áo tím, hành Thủy.
Theo Sơn Nam, thì đây là hoạt cảnh quan trọng nhất về ngôi Ngũ hành. Tiết mục này vui tươi, ngoạn mục, linh động nhất mà mọi người đều ưa thích trong Lễ Đại Bội. Bốn cô đào thài mặc xiêm y sang trọng, tay cầm quạt phe phảy, yểu điệu, cùng ca theo giọng bình dân, ngân nga, nương theo tiếng trúc, với nụ cười. Bốn cô hát bài dài, có những câu như:
Âu vàng vững đạt báu ngôi,
Trên vua khai rạng, dưới tôi trung thần ...
...Làu làu tiết chói Nghiêu thiên,
Hây hây Thuấn nhật, vua Lê trị đời...
Ca ngợi đời Nghiêu - Thuấn thái bình, có vua Lê (hậu Lê), khi chúa Nguyễn vào Nam mở nước. Bốn cô nầy (gọi Con) đã kính cẩn lạy linh thần trước khi hát điệu Nam Xuân dụng, gần như hai tay cầm quạt phải cử động không ngừng, hát xong phân ra bốn gốc sân khấu.
Người Cái bước ra lạy linh thần rồi duyệt qua các cô đào thài (Xuân, Hạ, Thu, Đông), rồi đứng giữa (trung ương), hát điệu Nam Xuân. Hát xong, các đào thài đóng vai Con phụ họa theo, ca ngợi sự hân hoan của dân, của đất nước. Cái hát chúc thọ vị lãnh đạo Dân tộc, lạy tạ thần linh, kính chúc ban Tế lễ; rồi đào thài múa lượn, vẫn cầm quạt ca ngợi Tổ quốc, với nụ cười duyên dáng. Đào hát theo điệu gọi là Nhịp Một, có trồng đệm theo, gây phấn khởi, lạc quan.
- Bát tiên chúc thọ:

Tám diễn viên nam đóng tám ông tiên (Bát tiên), múa hát chúc tụng thánh thần, chúc thọ dân làng. Múa hát xong, bát tiên dâng lễ dân làng. Dân làng tiếp nhận lễ, đặt lên bàn thờ hội đồng. 
Sau khi dân làng thưởng tiền bát tiên thì lễ Xây chầu chấm dứt, để bước sang phần Hát chầu, tức hát bội. 
Nhưng có đình diễn thêm màn nữa, đó là:
- Gia quan tấn tước:

Ở màn này, một nghệ nhân mang mặt nạ ông Địa xuất hiện, rồi diễn vui. Đại ý là để ban sự thăng quan tiến chức cho những ai có lòng thành...

## Nhận xét
Trần Kiều Quang viết:
Xây chầu và đại bội là quá trình diễn tấu văn nghệ, do những nghệ nhân dân gian trình diễn, trong những không gian thiêng liêng dân dã, phục vụ cho dân làng thưởng thức. Nó đáp ứng được nhu cầu tâm linh của dân làng trong việc thờ thần và vui chơi trong mỗi kỳ lễ tết, theo nhịp thời gian vụ mùa.
Sau khi giới thiệu lễ Xây chầu trong sách Nói về Miền Nam, Sơn Nam đã kết luận:
Sự tồn tại của đình miếu là quy luật khách quan. Nếu hướng dẫn khéo léo, lễ hội cũng là dịp để các thanh thiếu niên tham dự, tìm hiểu thêm phong xưa của ông, cha. Dầu sao đi nữa, trong nội thất đình mìếu, dịp cúng tế, điều dễ nhận rõ nhất là chẳng còn ai dám ăn mặc quá xốc xếch, ăn nói thô bạo. Việc chen lấn, khi quá đông người, vẫn xảy ra trong nề nếp, ai đến trước thi khấn trước, không phân biệt giàu nghèo, sang hèn.
Một dân tộc với nền văn hiến hơn ngàn năm chẳng lẽ không có hội đặc trưng của mình? Lễ hội kích thích việc làm kinh tế, xưa là nhà nông, nay là thương gia, công kỹ nghệ gia. Lễ hội có chỗ đứng quan trọng. Lễ hội ở đình làng trùng hợp với ý chí thống nhất dân tộc...

## Một vài hình ảnh
Một vài hình ảnh trong lễ Khai tràng Đại bội tại đình Mỹ Phước, diễn ra vào lúc 4-5 giờ sáng ngày 8 tháng 6 năm 2014:

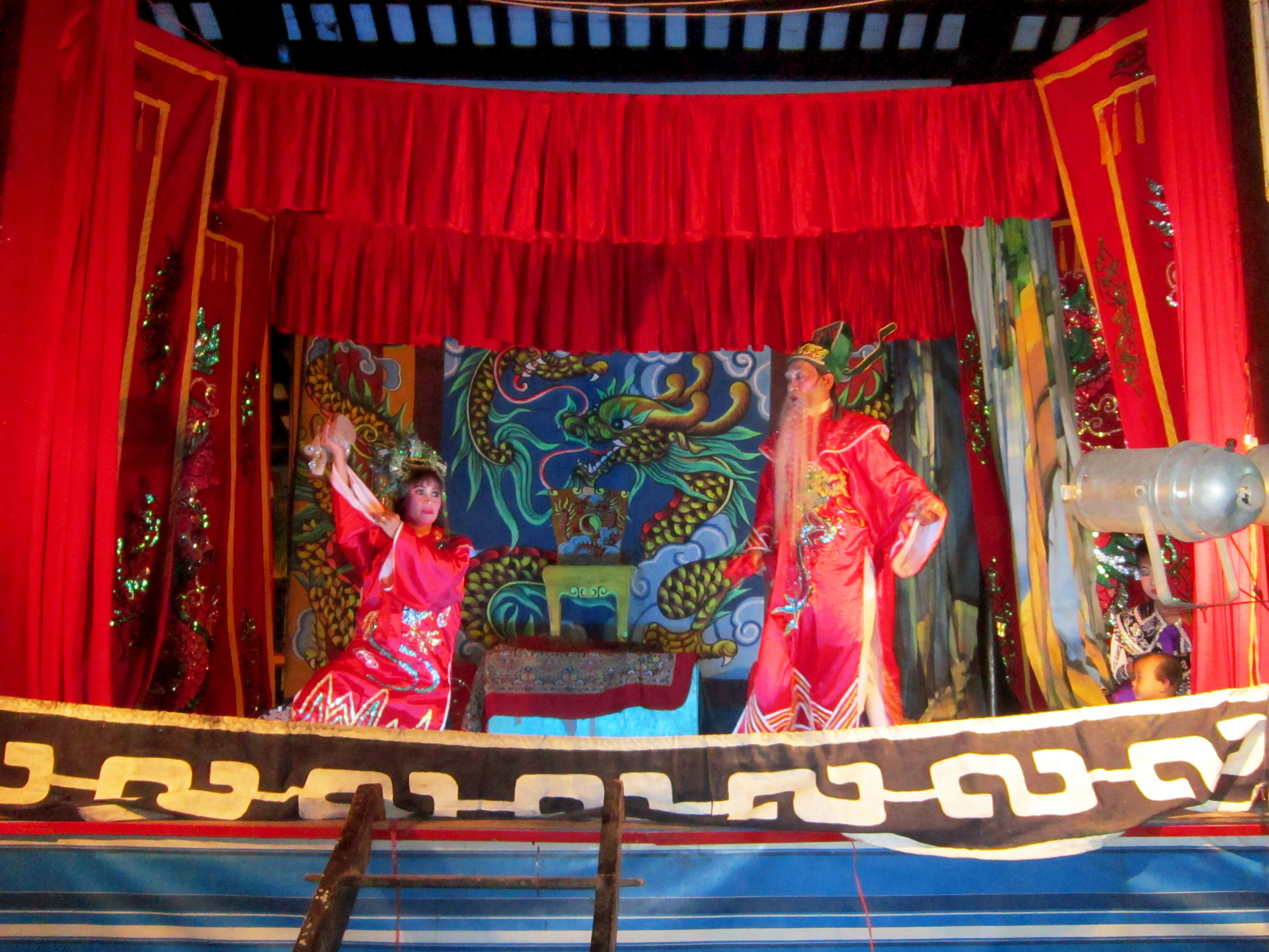
Xang nhật nguyệt
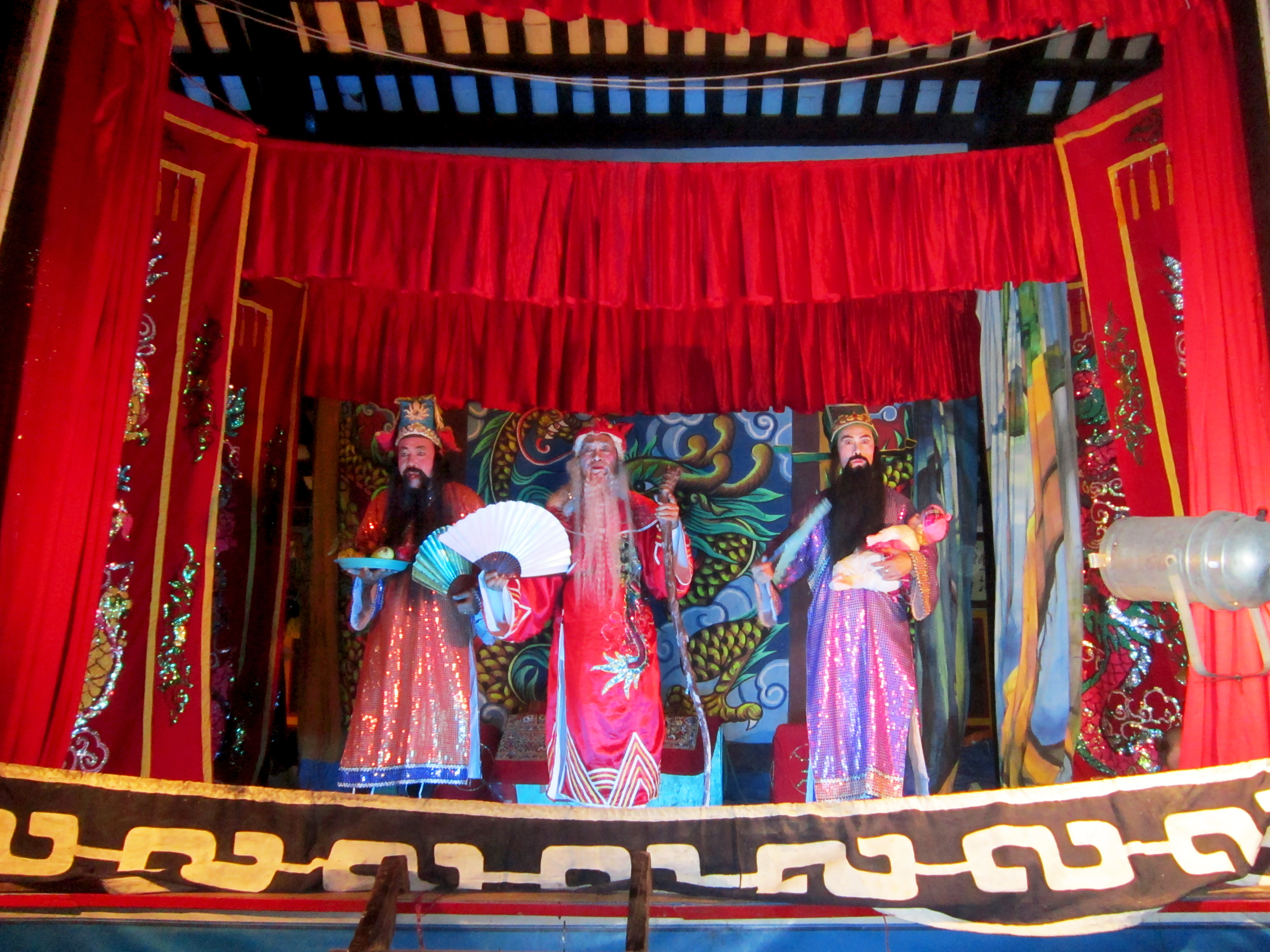
Tam tài
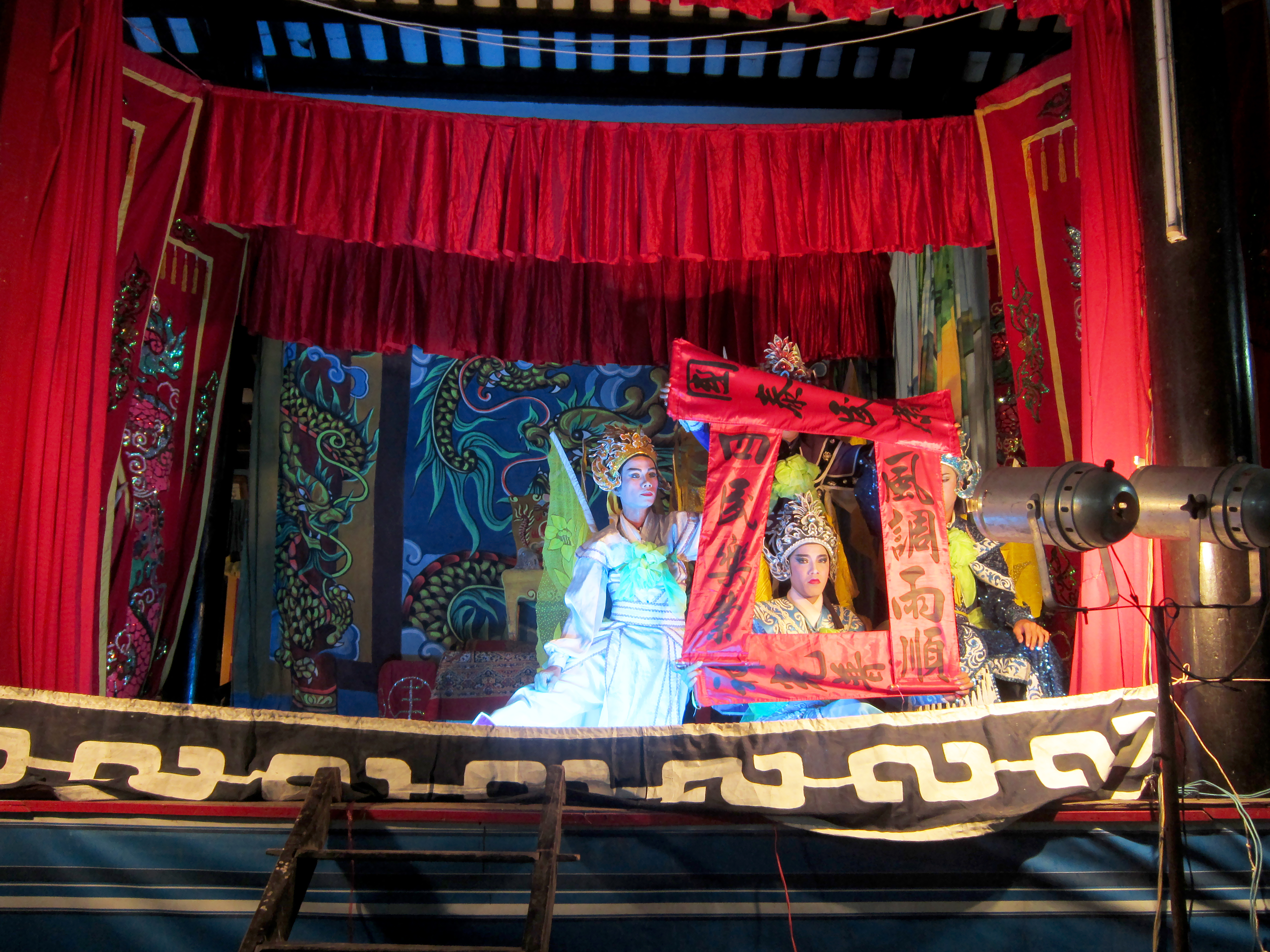
Tứ Thiên vương
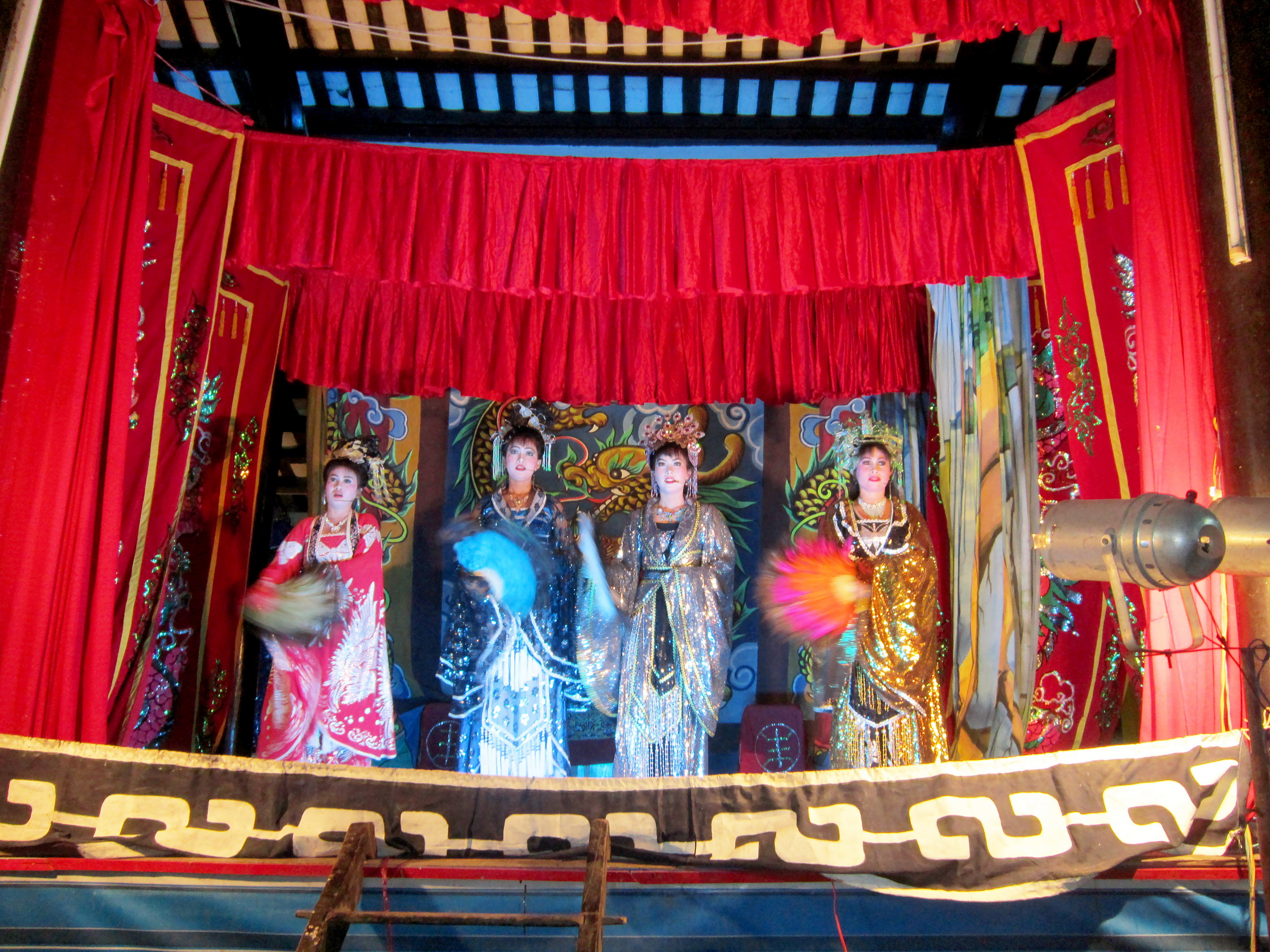
Bốn cô đào trong tiết mục Đứng Cái
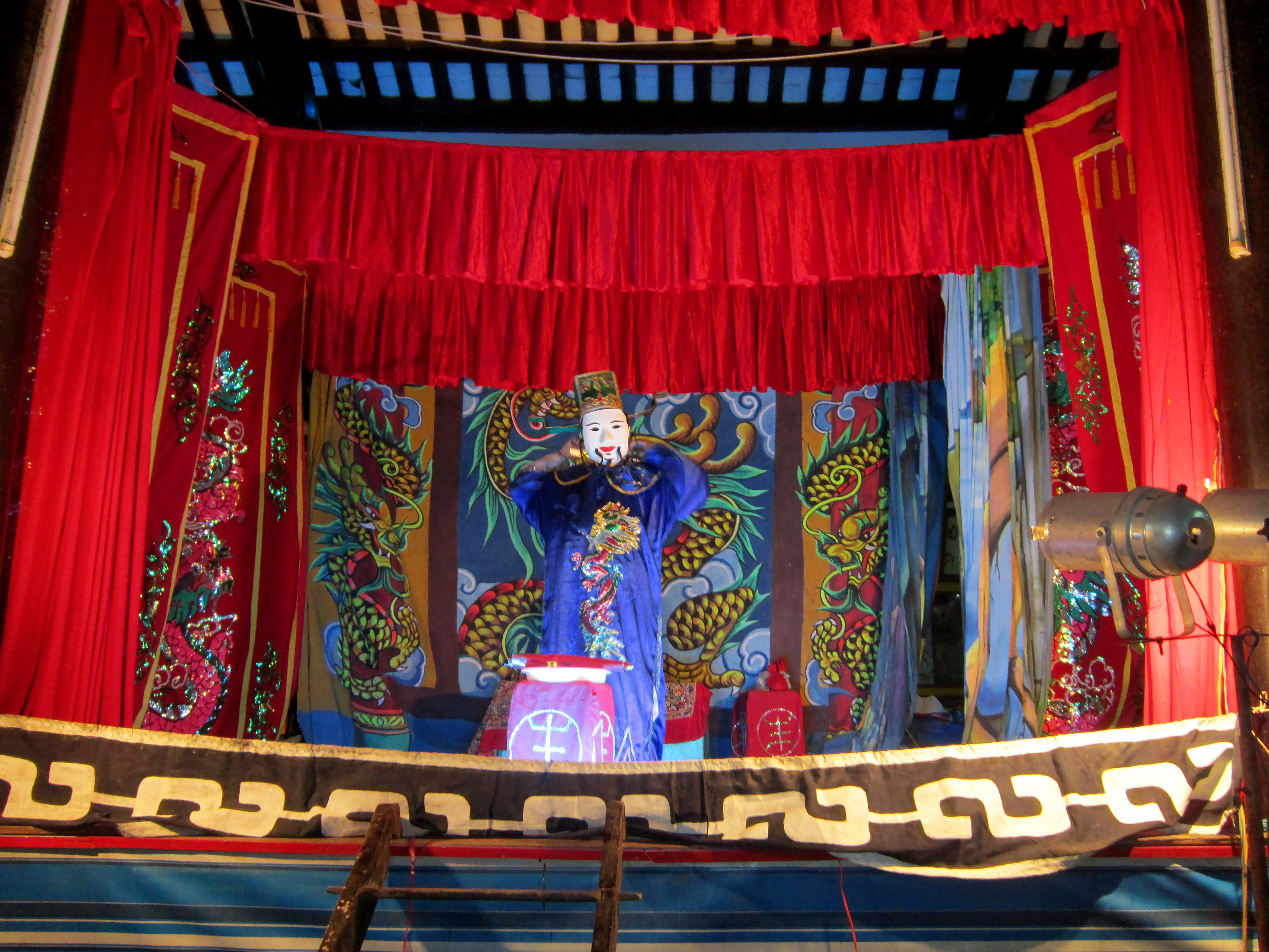
Gia quan tấn tước